# 関東地方の史跡一覧
関東地方の史跡一覧（かんとうちほうのしせきいちらん）は、関東地方にある史跡を一覧形式でまとめたものである。
史跡名、所在地の後の年月日は史跡への指定日である。

## 茨城県
茨城県では、2022年3月現在、特別史跡3件を含む計33件が指定されている。

### 国指定
特別史跡
- 常陸国分尼寺跡（ひたちこくぶんにじあと）〔石岡市〕1952年3月29日
- 常陸国分寺跡（ひたちこくぶんじあと）〔石岡市府中〕1952年3月29日
- 旧弘道館（きゅうこうどうかん）〔水戸市〕1952年3月29日

史跡
- 長者山官衙遺跡及び常陸国海道跡（ちょうじゃやまかんがいせき および ひたちのくにかいどうあと）〔日立市〕2018年10月15日
- 水戸徳川家墓所（みととくがわけぼしょ）〔常陸太田市〕2007年7月26日
- 西山御殿跡（西山荘）（にしやまごてんあと（せいざんそう））〔常陸太田市〕2016年3月1日（名勝）
- 泉坂下遺跡（いずみさかしたいせき）〔常陸大宮市〕2017年10月13日
- 虎塚古墳（とらづかこふん）〔ひたちなか市〕1974年1月23日
- 馬渡埴輪製作遺跡（まわたりはにわせいさくいせき）〔ひたちなか市〕1969年8月5日
- 愛宕山古墳（あたごやまこふん）〔水戸市〕1934年5月1日
- 大串貝塚（おおくしかいづか）〔水戸市〕1970年5月11日
- 台渡里官衙遺跡群（だいわたりかんがいせきぐん）〔水戸市〕2005年7月14日
  - 台渡里官衙遺跡
  - 台渡里廃寺跡（だいわたりはいじあと）
- 常磐公園（ときわこうえん）〔水戸市〕1922年3月8日
- 吉田古墳（よしだこふん）〔水戸市〕1922年3月8日
- 小幡北山埴輪製作遺跡（おばたきたやまはにわせいさくいせき）〔東茨城郡茨城町〕1992年1月21日
- 磯浜古墳群（いそはまこふんぐん）〔東茨城郡大洗町〕2020年3月10日
- 佐久良東雄旧宅（さくらあずまおきゅうたく）〔石岡市〕1944年3月7日
- 常陸国府跡（ひたちこくふあと）〔石岡市〕2010年8月5日
- 舟塚山古墳（ふなつかやまこふん）〔石岡市〕1921年3月3日
- 瓦塚窯跡（かわらづかかまあと）〔石岡市〕2017年10月13日
- 上高津貝塚（かみたかつかいづか）〔土浦市〕1977年10月4日
- 小田城跡（おだじょうあと）〔つくば市〕1935年6月7日
- 金田官衙遺跡（こんだかんがいせき）〔つくば市〕2004年2月27日
- 平沢官衙遺跡（ひらさわかんがいせき）〔つくば市〕1980年12月4日
- 真壁城跡（まかべじょうあと）〔桜川市〕1994年10月28日
- 新治廃寺跡 附 上野原瓦窯跡（にいはりはいじあと つけたり うえのはらがようあと）〔筑西市・桜川市〕1942年7月21日
- 関城跡（せきじょうあと）〔筑西市〕1934年5月1日
- 新治郡衙跡（にいはりぐんがあと）〔筑西市〕1968年5月20日
- 大宝城跡（だいほうじょうあと）〔筑西市・下妻市〕1934年5月1日
- 結城廃寺跡 附 結城八幡瓦窯跡（ゆうきはいじあと つけたり ゆうきはちまんかわらがまあと）〔結城市〕2002年9月20日
- 陸平貝塚（おかだいらかいづか）〔稲敷郡美浦村〕1998年9月11日
- 広畑貝塚（ひろはたかいづか）〔稲敷市〕1982年2月27日
- 鹿島神宮境内 附 郡家跡（かしまじんぐうけいだい つけたり ぐうけあと）〔鹿嶋市〕1986年8月4日

### 県指定
茨城県指定史跡については茨城県指定文化財一覧#史跡を参照のこと。

## 栃木県
栃木県では、2022年3月現在、特別史跡2件を含む計37件が指定されている。

### 国指定
特別史跡
- 日光杉並木街道 附 並木寄進碑（にっこうすぎなみきかいどう つけたり なみききしんひ）〔日光市〕1952年3月29日
- 大谷磨崖仏（おおやまがいぶつ）〔宇都宮市〕1954年3月20日

史跡
- 侍塚古墳（さむらいづかこふん）〔大田原市〕1951年6月9日
  - 上侍塚古墳
  - 下侍塚古墳
- 唐御所横穴（からのごしょおうけつ）〔那須郡那珂川町〕1934年12月28日
- 那須官衙遺跡（なすかんがいせき）〔那須郡那珂川町〕1976年6月7日
- 那須小川古墳群（なすおがわこふんぐん）〔那須郡那珂川町〕1979年3月13日
  - 駒形大塚古墳（こまがたおおつかこふん）
  - 吉田温泉神社古墳群（よしだゆぜんじんじゃこふんぐん）
  - 那須八幡塚古墳群（なすはちまんづかこふんぐん）
- 那須神田城跡（なすかんだじょうあと）〔那須郡那珂川町〕1984年7月6日
- 長者ヶ平官衙遺跡 附 東山道跡（ちょうじゃがだいらかんがいせき つけたり とうさんどうあと）〔那須烏山市・さくら市〕2009年2月12日
- 佐貫石仏（さぬきせきぶつ）〔塩谷郡塩谷町〕1926年2月24日
- 足尾銅山跡（あしおどうざんあと ）〔日光市〕
  - 通洞坑（つうどうこう）
  - 宇都野火薬庫跡（うつのかやくこあと）
- 日光山内（にっこうさんない）〔日光市〕 - 日光東照宮、輪王寺、日光二荒山神社をはじめとする山内地区50.8ha（世界遺産「日光の社寺」の構成資産を含む）1998年5月14日
- 飛山城跡（とびやまじょうせき）〔宇都宮市〕1977年3月8日
- 根古谷台遺跡（ねごやだいいせき）〔宇都宮市〕1988年5月17日
- 上神主・茂原官衙遺跡（かみこうぬし・もばらかんがいせき）〔宇都宮市・上三川町〕2003年８月27日
- 愛宕塚古墳（あたごづかこふん）〔下都賀郡壬生町〕1926年２月24日
- 牛塚古墳（うしづかこふん）〔下都賀郡壬生町〕1926年２月24日
- 車塚古墳（くるまづかこふん）〔下都賀郡壬生町〕1926年２月24日
- 茶臼山古墳（ちゃうすやまこふん）〔下都賀郡壬生町〕1958年６月28日
- 壬生一里塚（みぶいちりづか）〔下都賀郡壬生町〕1928年3月24日
- 吾妻古墳（あづまこふん）〔栃木市・下都賀郡壬生町〕1970年7月22日
- 下野国庁跡（しもつけこくちょうあと）〔栃木市〕1982年10月12日
- 小金井一里塚（こがねいいちりづか）〔下野市〕1922年3月8日
- 下野国分寺跡（しもつけこくぶんじあと）〔下野市〕1921年3月3日
- 下野国分尼寺跡（しもつけこくぶんにじあと）〔下野市〕1965年4月９日
- 下野薬師寺跡（しもつけやくしじあと））〔下野市〕1921年3月3日
- 桜町陣屋跡（さくらまちじんやあと）〔真岡市〕1932年3月25日
- 専修寺境内（せんじゅじけいだい）〔真岡市〕1967年7月6日
- 乙女不動原瓦窯跡（おとめふどうはらかわらかまあと）〔小山市〕1978年5月11日
- 小山氏城跡（おやまししろあと）〔小山市〕1991年3月12日
  - 鷲城跡（わしじょうあと）
  - 祇園城跡（ぎおんじょうあと）
  - 中久喜城跡（なかくきじょうあと）
- 寺野東遺跡（てらのひがしいせき）〔小山市〕1995年11月8日
- 琵琶塚古墳（びわづかこふん）〔小山市〕1926年2月24日
- 摩利支天塚古墳（まりしてんづかこふん）〔小山市〕1978年7月21日
- 唐沢山城跡（からさわやまじょうあと）〔佐野市〕2014年3月18日
- 足利学校跡（聖廟および附属建物を含む）（あしかががっこうあと（せいびょうおよびふぞくたてものをふくむ））〔足利市〕1921年3月3日
- 足利氏宅跡（鑁阿寺）（あしかがしたくあと（ばんなじ））〔足利市〕1922年3月8日
- 樺崎寺跡（かばさきでらあと）〔足利市〕2001年1月29日
- 藤本観音山古墳（ふじもとかんのんやまこふん）〔足利市〕2006年7月28日

### 県指定
栃木県指定史跡については栃木県指定文化財一覧#史跡を参照のこと。

## 群馬県
群馬県では、2024年4月現在、特別史跡3件を含む計50件が指定されている。

### 国指定
特別史跡
- 多胡碑（たごひ）〔高崎市吉井町池〕1954年3月20日
- 金井沢碑（かないざわひ）〔高崎市山名町〕1954年3月20日
- 山上碑及び古墳（やまのうえひおよびこふん）〔高崎市山名町〕1954年3月20日

史跡
- 白石稲荷山古墳（しろいしいなりやまこふん）〔藤岡市白石〕1993年11月30日
- 高山社跡（たかやましゃあと）〔藤岡市〕2009年7月23日
- 七輿山古墳（ななこしやまこふん）〔藤岡市〕1927年6月14日
- 本郷埴輪窯跡（ほんごうはにわかまあと）〔藤岡市本郷〕1944年11月13日
- 譲原石器時代住居跡（ゆずりはらせっきじだいじゅうきょあと）〔藤岡市〕 1948年12月18日
- 旧富岡製糸場（きゅうとみおかせいしじょう）〔富岡市〕（世界遺産「富岡製糸場と絹産業遺産群」の構成資産） 2005年7月14日
- 中高瀬観音山遺跡（なかたかせかんのんやまいせき）〔富岡市〕1997年3月17日
- 簗瀬二子塚古墳（やなせふたごづかこふん）〔安中市〕2018年10月15日
- 旧新町紡績所（きゅうしんまちぼうせきじょ）〔高崎市新町〕2015年10月7日
- 大鶴巻古墳（おおつるまきこふん）〔高崎市倉賀野町〕1927年4月8日
- 観音塚古墳（かんのんづかこふん）〔高崎市八幡町〕 1948年1月14日
- 観音山古墳（かんのんやまこふん）〔高崎市綿貫町〕1973年4月14日
- 北谷遺跡（きたやついせき）〔高崎市〕2005年7月14日
- 上野国分寺跡（こうづけこくぶんじあと）〔高崎市・前橋市〕 1926年10月20日
- 上野国多胡郡正倉跡（こうずけのくにたごぐんしょうそうあと）〔高崎市吉井町池〕2020年3月10日
- 浅間山古墳（せんげんやまこふん）〔高崎市倉賀野町〕1927年4月8日
- 日高遺跡（ひだかいせき）〔高崎市日高町〕1989年11月9日
- 保渡田古墳群（ほどたこふんぐん・ほとだこふんぐん）〔高崎市〕1985年9月3日
- 箕輪城跡（みのわじょうあと）〔高崎市〕1987年12月27日
- 後二子古墳ならびに小古墳（うしろふたごこふんならびにしょうこふん）〔前橋市〕1927年4月8日
- 女堀（おんなぼり）〔前橋市・伊勢崎市〕1983年10月27日
- 山王廃寺跡（さんのうはいじあと）〔前橋市総社町〕1928年2月7日
- 総社古墳群（そうじゃこふんぐん）〔前橋市〕2024年2月21日
  - 遠見山古墳（とおみやまこふん）〔前橋市総社町総社〕
  - 二子山古墳（ふたごやまこふん）〔前橋市総社町植野〕（1927年4月8日史跡指定）
  - 愛宕山古墳（あたごやまこふん）〔前橋市総社町総社〕
  - 宝塔山古墳（ほうとうざんこふん）〔前橋市総社町総社〕（1944年11月13日史跡指定）
  - 蛇穴山古墳（じゃけつざんこふん）〔前橋市総社町総社〕（1974年12月23日史跡指定）
- 中二子古墳（なかふたごこふん）〔前橋市〕1927年4月8日
- 八幡山古墳（はちまんやまこふん）〔前橋市朝倉町〕1949年7月13日
- 二子山古墳（ふたごやまこふん）〔前橋市文京町〕 1927年6月14日
- 前二子古墳（まえふたごこふん）〔前橋市〕1927年4月8日
- 荒船・東谷風穴蚕種貯蔵所跡（あらふね・あずまやふうけつさんしゅちょぞうしょあと）〔甘楽郡下仁田町・吾妻郡中之条町〕 2010年2月22日（「富岡製糸場と絹産業遺産群」の構成資産）
- 茅野遺跡（かやのいせき）〔北群馬郡榛東村〕 2000年3月7日
- 十三宝塚遺跡（じゅうさんぽうづかいせき）〔伊勢崎市〕 1988年1月11日
- 田島弥平旧宅（たじまやへいきゅうたく）〔伊勢崎市〕2012年9月19日（「富岡製糸場と絹産業遺産群」の構成資産）
- 上野国佐位郡正倉跡（こうずけのくにさいぐんしょうそうあと）〔伊勢崎市〕2014年10月6日
- 岩宿遺跡（いわじゅくいせき）〔みどり市〕1979年8月17日
- 西鹿田中島遺跡（さいしかだなかじまいせき）〔みどり市〕2004年9月30日
- 武井廃寺塔跡（たけいはいじとうあと）〔桐生市〕 1941年1月27日
- 生品神社境内（新田義貞挙兵伝説地）（いくしなじんじゃけいだい（にったよしさだきょへいでんせつち））〔太田市新田市野井町〕1934年3月13日
- 金山城跡（かなやまじょうあと）〔太田市金山町〕1934年12月28日
- 高山彦九郎宅跡 附 遺髪塚（たかやまひこくろうたくあと つけたり いはつづか）〔太田市細谷〕1931年11月26日
- 天神山古墳（てんじんやまこふん）〔太田市内ヶ島〕1941年1月27日
- 新田荘遺跡（にったのしょういせき）〔太田市〕2000年11月1日
- 女体山古墳（にょたいさんこふん）〔太田市内ヶ島〕1927年4月8日
- 上野国新田郡家跡（こうずけのくににったぐうけあと）〔太田市天良町〕2008年7月28日
- 黒井峯遺跡（くろいみねいせき）〔渋川市〕1993年4月2日
- 瀧沢石器時代遺跡（たきざわせっきじだいいせき）〔渋川市赤城町滝沢〕1927年4月8日
- 水上石器時代住居跡（みなかみせっきじだいじゅうきょあと）〔利根郡みなかみ町〕1944年11月13日
- 矢瀬遺跡（やぜいせき）〔利根郡みなかみ町〕1997年3月17日
- 岩櫃城跡（いわびつじょうあと）〔吾妻郡東吾妻町〕2019年10月16日

### 県指定
群馬県指定史跡については群馬県指定文化財一覧#史跡を参照のこと。

## 埼玉県
埼玉県では、2022年2月現在、特別史跡1件を含む計22件が指定されている。

### 国指定
特別史跡
- 埼玉古墳群（さきたまこふんぐん）〔行田市〕2020年3月10日（1938年8月8日に史跡）

史跡
- 吉見百穴（よしみひゃくあな）〔比企郡吉見町〕1923年3月7日
- 南河原石塔婆（みなみがわらいしとうば）〔行田市〕1928年2月7日
- 野上下郷石塔婆（のがみしもごういしとうば）〔秩父郡長瀞町〕1928年2月7日
- 小見真観寺古墳（おみしんかんじこふん）〔行田市〕1931年3月30日
- 水殿瓦窯跡（すいでんかわらかまあと）〔児玉郡美里町〕1931年11月26日
- 鉢形城跡（はちがたじょうあと）〔大里郡寄居町〕1932年4月19日
- 塙保己一旧宅（はなわほきいちきゅうたく）〔本庄市〕1944年11月13日
- 高麗村石器時代住居跡（こまむらせっきじだいじゅうきょあと）〔日高市〕1951年12月26日
- 宮塚古墳（みやづかこふん）〔熊谷市〕1956年5月15日
- 大谷瓦窯跡（おおやがようせき）〔東松山市〕1958年10月8日
- 水子貝塚（みずこかいづか）〔富士見市〕1969年9月9日
- 栃本関跡（とちもとせきあと）〔秩父市〕1970年11月12日
- 比企城館跡群（ひきじょうかんあとぐん）〔比企郡嵐山町〕1973年5月26日、（2008年3月28日追加指定）
  - 菅谷館跡（すがややかたあと）
  - 松山城跡（まつやまじょうあと）
  - 杉山城跡（すぎやまじょうあと）
  - 小倉城跡（おぐらじょうあと）
- 真福寺貝塚（しんぷくじかいづか）〔さいたま市岩槻区〕1975年7月19日
- 見沼通船堀（みぬまつうせんぼり）〔さいたま市緑区・川口市〕1982年7月3日
- 河越館跡（かわごえやかたあと）〔川越市〕1984年12月6日
- 黒浜貝塚（くろはまかいづか）〔蓮田市〕2006年7月28日
- 下里・青山板碑製作遺跡〔小川町〕2014年10月6日
- 幡羅官衙遺跡群 （はらかんがいせきぐん）〔深谷市・熊谷市〕2018年2月13日
  - 幡羅官衙遺跡（はらかんがいせき）
  - 西別府祭祀遺跡（にしべっぷさいしいせき）
- 午王山遺跡（ごぼうやまいせき）〔和光市〕2020年3月10日
- 神明貝塚（しんめいかいづか）〔春日部市〕2020年3月10日
- 鎌倉街道上道（かまくらかいどう かみつみち）〔毛呂山町〕2022年11月10日

### 県指定
埼玉県指定史跡については埼玉県指定文化財一覧#史跡を参照のこと。

## 千葉県
千葉県では、2022年2月現在、特別史跡1件を含む31件(2021年10月11日に指定された取掛西貝塚を含む)が指定されている。

### 国指定
特別史跡
- 加曽利貝塚（かそりかいづか）〔千葉市〕

史跡
- 山崎貝塚（やまざきかいづか）〔野田市〕1976年12月23日
- 姥山貝塚（うばやまかいづか）〔市川市〕1967年8月17日
- 下総国分寺跡 附 北下瓦窯跡（しもふさこくぶんじあと つけたり きたしたかわらがまあと）〔市川市〕1967年12月27日
- 下総国分尼寺跡（しもうさこくぶんにじあと）〔市川市〕1967年12月27日
- 曽谷貝塚（そやかいづか）〔市川市〕1979年12月22日
- 堀之内貝塚（ほりのうちかいづか）〔市川市〕1964年7月6日
- 取掛西貝塚（とりかけにしかいづか）〔船橋市〕2021年10月11日
- 下総小金中野牧跡（しもうさこがねなかのまきあと）〔鎌ケ谷市〕
- 荒屋敷貝塚（あらやしきかいづか）〔千葉市〕1979年3月13日
- 犢橋貝塚（こてはしかいづか）〔千葉市〕1981年12月9日
- 月ノ木貝塚（つきのきかいづか）〔千葉市〕1978年3月16日
- 花輪貝塚（はなわかいづか）〔千葉市〕2006年7月28日
- 井野長割遺跡（いのながわりいせき）〔佐倉市〕2005年3月2日
- 本佐倉城跡（もとさくらじょうあと）〔佐倉市・印旛郡酒々井町〕1998年9月11日
- 墨古沢遺跡（すみふるさわいせき）〔印旛郡酒々井町〕2019年10月16日
- 龍角寺古墳群・岩屋古墳（りゅうかくじこふんぐん・いわやこふん）〔印旛郡栄町・成田市〕1941年1月27日、2009年2月12日名称変更・追加
- 竜角寺境内ノ塔阯（りゅうかくじけいだいのとうし）〔印旛郡栄町〕1933年4月13日
- 阿玉台貝塚（あたまだいかいづか）〔香取市〕1968年5月20日
- 伊能忠敬旧宅（いのうただたかきゅうたく）〔香取市〕1930年4月25日
- 下総佐倉油田牧跡（しもうささくらあぶらだまきあと）〔香取市〕2019年10月16日
- 良文貝塚（よしぶみかいづか）〔香取市〕1930年2月28日
- 大原幽学遺跡 旧宅、墓および宅地耕地地割（おおはらゆうがくいせき きゅうたく はかおよびたくちこうちちわり）〔旭市〕1952年10月11日
- 芝山古墳群（しばやまこふんぐん）〔山武郡横芝光町〕1958年6月28日
- 長柄横穴群（ながらよこあなぐん）〔長生郡長柄町〕1995年3月20日
- 上総国分寺跡（かずさこくぶんじあと）〔市原市〕1929年12月17日
- 上総国分尼寺跡（かずさこくぶんにじあと）〔市原市〕1983年8月3日
- 山野貝塚（さんやかいづか）〔袖ケ浦市〕2017年10月13日
- 内裏塚古墳（だいりづかこふん）〔富津市〕2002年6月21日
- 弁天山古墳（べんてんやまこふん）〔富津市〕1929年12月17日
- 里見氏城跡（さとみししろあと）〔館山市・南房総市〕
  - 稲村城跡（いなむらじょうあと）
  - 岡本城跡（おかもとじょうあと）

### 県指定
千葉県指定史跡については千葉県指定文化財一覧#史跡を参照のこと。

## 東京都
東京都では、2022年3月現在、特別史跡3件を含む計53件が指定されている。

### 国指定
特別史跡
- 小石川後楽園（こいしかわこうらくえん）〔文京区〕※特別名勝との重複指定
- 江戸城跡（えどじょうあと）〔千代田区〕
- 旧浜離宮庭園（きゅうはまりきゅうていえん）〔中央区〕※特別名勝との重複指定

史跡
- 伊能忠敬墓（いのうただたかのはか）〔台東区〕
- 蒲生君平墓（がもうくんぺいのはか）〔台東区〕
- 高橋至時墓（たかはしよしときのはか）〔台東区〕
- 平賀源内墓（ひらがげんないのはか）〔台東区〕
- 横山大観旧宅及び庭園（よこやまたいかんきゅうたくおよびていえん）〔台東区〕※名勝との重複指定
- 大塚先儒墓所（おおつかせんじゅぼしょ）〔文京区〕
- 小石川植物園（御薬園跡および養生所跡）（こいしかわしょくぶつえん おやくえんあとおよびようじょうしょあと）〔文京区〕※名勝との重複指定
- 高島秋帆墓（たかしましゅうはんのはか）〔文京区〕
- 弥生二丁目遺跡（やよいにちょうめいせき）〔文京区〕
- 湯島聖堂（ゆしませいどう）〔文京区〕
- 向島百花園（むこうじまひゃっかえん）〔墨田区〕※名勝との重複指定
- 松平定信墓（まつだいらさだのぶのはか）〔江東区〕
- 常盤橋門跡（ときわばしもんあと）〔千代田区・中央区〕
- 江戸城外堀跡（えどじょうそとぼりあと）〔港区 ・新宿区・千代田区〕
- 浅野長矩墓および赤穂義士墓（あさのながのりのはかおよびあこうぎしのはか）〔港区〕
- 荻生徂徠墓（おぎゅうそらいのはか）〔港区〕
- 旧白金御料地（きゅうしろがねごりょうち）〔港区〕※天然記念物との重複指定
- 旧新橋停車場跡および高輪築堤跡
  - 旧新橋停車場跡（きゅうしんばしていしゃじょうあと）〔港区〕
  - 高輪築堤跡（たかなわちくていあと）〔港区〕
- 佐藤一斎墓（さとういっさいのはか）〔港区〕
- 品川台場（第三・第六）（しながわだいば）〔港区〕
- 高輪大木戸跡（たかなわおおきどあと）〔港区〕
- 東禅寺（とうぜんじ）〔港区〕 2010年2月22日
- 加茂真淵墓（かものまぶちのはか）〔品川区〕
- 沢庵墓（たくあんのはか）〔品川区〕
- 大森貝塚（おおもりかいづか）〔大田区・品川区〕
- 亀甲山古墳（かめのこやまこふん）〔大田区〕
- 青木昆陽墓（あおきこんようのはか）〔目黒区〕
- 荻外荘（近衞文麿旧宅）（てきがいそう（このえふみまろきゅうたく））〔杉並区〕2016年3月1日
- 彦根藩主井伊家墓所（ひこねはんしゅいいけぼしょ）
  - 清凉寺〔滋賀県彦根市〕
  - 永源寺〔滋賀県東近江市〕
  - 豪徳寺〔東京都世田谷区〕
- 細井広沢墓（ほそいこうたくのはか）〔世田谷区〕
- 山鹿素行墓（やまがそこうのはか）〔新宿区〕
- 林氏墓地（りんしぼち）〔新宿区〕
- 中里貝塚（なかざとかいづか）〔北区〕2000年5月19日
- 西ヶ原一里塚（にしがはらいちりづか）〔北区〕
- 志村一里塚（しむらいちりづか）〔板橋区〕
- 陸軍板橋火薬製造所跡（しむらいちりづか）〔りくぐんいたばしかやくせいぞうしょあと〕2017年10月13日
- 下野谷遺跡（したのやいせき）〔西東京市〕
- 玉川上水（たまがわじょうすい）〔羽村市・福生市・昭島市・立川市・小平市・小金井市・西東京市・武蔵野市・三鷹市・杉並区・世田谷区・渋谷区〕
- 武蔵国分寺跡 附 東山道武蔵路跡（むさしこくぶんじあと つけたり とうさんどうむさしみちあと）〔国分寺市〕
- 西秋留石器時代住居跡（にしあきるせっきじだいじゅうきょあと）〔あきる野市〕
- 下布田遺跡（しもふだいせき）〔調布市〕
- 深大寺城跡（じんだいじじょうあと）〔調布市〕2007年7月26日
- 武蔵国府跡（むさしこくふあと）〔府中市〕
- 武蔵府中熊野神社古墳（むさしふちゅうくまのじんじゃこふん）〔府中市〕
- 椚田遺跡（くぬぎだいせき）〔八王子市〕
- 小仏関跡（こぼとけせきあと）〔八王子市〕
- 滝山城跡（たきやまじょうあと）〔八王子市〕1951年6月9日
- 八王子城跡（はちおうじじょうあと）〔八王子市〕1951年6月9日国指定
- 船田石器時代遺跡（ふなだせっきじだいいせき）〔八王子市〕
- 高ヶ坂石器時代遺跡（こうがさかせっきじだいいせき）〔町田市〕

### 都指定
東京都指定史跡については東京都指定文化財一覧#史跡を参照のこと。

## 神奈川県
神奈川県では、2022年3月現在、62件が指定されている。

### 国指定
史跡
- 橘樹官衙遺跡群（たちばなかんがいせきぐん）〔川崎市〕
- 大塚・歳勝土遺跡（おおつか・さいかちどいせき）〔横浜市〕
- 旧横浜正金銀行本店（きゅうよこはましょうきんぎんこうほんてん）〔横浜市〕
- 三殿台遺跡（さんとのだいいせき）〔横浜市〕
- 称名寺境内（しょうみょうじけいだい）〔横浜市〕
- 東京湾要塞跡（とうきょうわんようさいあと）〔横須賀市〕
  - 猿島砲台跡（さるしまほうだいあと）
  - 千代ヶ崎砲台跡（ちよがさきほうだいあと）
- 夏島貝塚（なつしまかいづか）〔横須賀市〕　1972年1月27日国指定
- 三浦安針墓（みうらあんじんのはか）〔横須賀市〕1923年3月7日国指定
- 長柄桜山古墳群（ながえさくらやまこふんぐん）〔逗子市・三浦郡葉山町〕
- 名越切通（なごえきりどおし）〔逗子市・鎌倉市〕
- 赤坂遺跡（あかさかいせき）〔三浦市〕 2011年3月8日国指定
- 和賀江嶋（わかえのしま）〔鎌倉市・逗子市〕
- 朝夷奈切通（あさいなきりどおし、あさひなきりどおし）〔鎌倉市・横浜市〕
- 一升桝遺跡（いっしょうますいせき）〔鎌倉市〕
- 稲村ヶ崎（新田義貞徒渉伝説地）（いなむらがさき（にったよしさだとしょうでんせつち））〔鎌倉市〕　1934年3月13日国指定
- 荏柄天神社境内（えがらてんじんしゃけいだい）〔鎌倉市〕
- 円覚寺境内（えんがくじけいだい）〔鎌倉市〕
- 円覚寺庭園（えんがくじていえん）〔鎌倉市〕
- 大町釈迦堂口遺跡（おおまちしゃかどうぐちいせき）〔鎌倉市〕
- 覚園寺境内（かくおんじけいだい）〔鎌倉市〕
- 鎌倉大仏殿跡（かまくらだいぶつでんあと）〔鎌倉市〕
- 亀ヶ谷坂（かめがやつざか）〔鎌倉市〕
- 仮粧坂（けはいさか）〔鎌倉市〕
- 建長寺境内（けんちょうじけいだい）〔鎌倉市〕
- 建長寺庭園（けんちょうじていえん）〔鎌倉市〕
- 巨福呂坂（こぶくろざか）〔鎌倉市〕
- 寿福寺境内（じゅふくじけいだい）〔鎌倉市〕
- 浄光明寺境内・冷泉為相墓（じょうこうみょうじけいだい・れいぜいためすけはか）〔鎌倉市〕
- 浄智寺境内（じょうちじけいだい）〔鎌倉市〕
- 浄妙寺境内（じょうみょうじけいだい）〔鎌倉市〕
- 瑞泉寺境内（ずいせんじけいだい）〔鎌倉市〕
- 大仏切通（だいぶつきりどおし）〔鎌倉市〕
- 鶴岡八幡宮境内（つるがおかはちまんぐうけいだい）〔鎌倉市〕
- 伝上杉憲方墓（でんうえすぎのりかたのはか）〔鎌倉市〕　1927年4月8日国指定
- 東勝寺跡（とうしょうじあと）〔鎌倉市〕
- 極楽寺境内・忍性墓（ごくらくじけいだい・にんしょうのはか）〔鎌倉市〕
- 日野俊基墓（ひのとしもとのはか）〔鎌倉市〕
- 仏法寺跡（ぶっぽうじあと）〔鎌倉市〕
- 法華堂跡（源頼朝墓・北条義時墓）（ほっけどうあと（みなもとよりとものはか・ほうじょうよしときのはか））〔鎌倉市〕
- 北条氏常盤亭跡（ほうじょうしときわていあと）〔鎌倉市〕
- 明月院境内（めいげついんけいだい）〔鎌倉市〕
- 永福寺跡（ようふくじあと）〔鎌倉市〕
- 若宮大路（わかみやおおじ）〔鎌倉市〕
- 藤沢敵御方供養塔（ふじさわてきみかたくようとう）〔藤沢市〕
- 旧相模川橋脚（きゅうさがみがわきょうきゃく）〔茅ヶ崎市〕
- 下寺尾官衙遺跡群（しもてらおかんがいせきぐん）〔茅ヶ崎市〕
- 五領ヶ台貝塚（ごりょうがだいかいづか）〔平塚市〕
- 伊勢原八幡台石器時代住居跡（いせはらはちまんだいせっきじだいじゅうきょあと）〔伊勢原市〕
- 秋葉山古墳群（あきばやまこふんぐん）〔海老名市〕
- 相模国分寺跡（さがみこくぶんじあと）〔海老名市〕
- 相模国分尼寺跡（さがみこくぶんにじあと）〔海老名市〕
- 神崎遺跡（かんざきいせき）〔綾瀬市〕
- 勝坂遺跡（かつさかいせき）〔相模原市〕
- 川尻石器時代遺跡（かわじりせっきじだいいせき）〔相模原市〕
- 寸沢嵐石器時代遺跡（すあらしせっきじだいいせき）〔相模原市〕
- 田名向原遺跡（たなむかいはらいせき）〔相模原市〕　1999年1月28日国指定
- 石垣山（いしがきやま）〔小田原市〕
- 小田原城跡（おだわらじょうあと）〔小田原市〕
- 江戸城石垣石丁場跡（えどじょういしがきいしちょうばあと）〔神奈川県小田原市、静岡県熱海市・伊東市〕2016年3月1日
- 箱根旧街道（はこねきゅうかいどう）〔神奈川県足柄下郡箱根町・静岡県三島市・田方郡函南町〕1960年9月22日国指定（「錦田一里塚」として1922年3月8日国指定）
- 箱根関跡（はこねのせきあと）〔足柄下郡箱根町〕
- 元箱根石仏群 附 永仁三年在銘石造五輪塔・石造五輪塔・永仁四年在銘石造宝篋印塔（もとはこねせきぶつぐん つけたり えいにんさんねんざいめいせきぞうごりんとう・せきぞうごりんとう・えいにんよねんざいめいせきぞうほうきょういんとう）〔足柄下郡箱根町〕

### 県指定
神奈川県指定史跡については神奈川県指定文化財一覧#史跡を参照のこと。